# Presidente de Uganda
O presidente de Uganda (português brasileiro) ou do Uganda (português europeu) é o chefe de Estado de Uganda, um país da África. O cargo surgiu com uma função principalmente cerimonial, enquanto o primeiro-ministro detinha o poder real. 
O primeiro presidente foi o rei de Buganda, devido ao poder do partido monarquista Kabaka Yekka.
Em 1966 o primeiro-ministro Milton Obote suspendeu a constituição de Uganda e assumiu os dois cargos; a partir de então a Presidência tornou-se o cargo mais poderoso da política ugandense.

## Lista de presidentes (1963-presente)
| №                                | Retrato                        | Nome                             | Mandato                        | Mandato                         | Partido                        | Eleição                        |
| Primeira República (1963-1971)   | Primeira República (1963-1971) | Primeira República (1963-1971)   | Primeira República (1963-1971) | Primeira República (1963-1971)  | Primeira República (1963-1971) | Primeira República (1963-1971) |
| -------------------------------- | ------------------------------ | -------------------------------- | ------------------------------ | ------------------------------- | ------------------------------ | ------------------------------ |
| 1                                |                                | Cabaca Edward Mutesa (1924-1969) | 9 de outubro de 1963           | 2 de março de 1966 (Deposto)    | KY                             | 1963                           |
| 2                                |                                | Milton Obote (1925-2005)         | 2 de março de 1966             | 25 de janeiro de 1971 (Deposto) | UPC                            | —                              |
| Segunda República (1971-1979)    |                                |                                  |                                |                                 |                                |                                |
| 3                                |                                | Idi Amin (1925-2003)             | 25 de janeiro de 1971          | 11 de abril de 1979             | Nenhum (Militar)               | —                              |
| Terceira República (1979-1985)   |                                |                                  |                                |                                 |                                |                                |
| 4                                |                                | Yusuf Lule (1912-2015)           | 13 de abril de 1979            | 20 de junho de 1979 (Deposto)   | UNFL                           | —                              |
| 5                                |                                | Godfrey Binaisa (1920-2010)      | 20 de junho de 1979            | 12 de maio de 1980 (Deposto)    | UPC                            | —                              |
| 6                                |                                | Paulo Muwanga (1924/25-1991)     | 12 de maio de 1980             | 22 de maio de 1980 (Renunciou)  | UPC                            | —                              |
| —                                |                                | Comissão Presidencial            | 22 de maio de 1980             | 15 de dezembro de 1980          | —                              | —                              |
| 7                                |                                | Milton Obote (1925-2005)         | 15 de dezembro de 1980         | 27 de julho de 1985 (Deposto)   | UPC                            | 1980                           |
| Regime Militar (1985-1986)       |                                |                                  |                                |                                 |                                |                                |
| 8                                |                                | Bazilio Olara-Okello (1929-1990) | 17 de julho de 1985            | 29 de julho de 1985 (Renunciou) | UNFL                           | —                              |
| 9                                |                                | Tito Okello (1914-1996)          | 29 de julho de 1985            | 26 de janeiro de 1986 (Deposto) | FNLU                           | —                              |
| Quarta República (1986-presente) |                                |                                  |                                |                                 |                                |                                |
| 10                               |                                | Yoweri Museveni (n.1944)         | 26 de janeiro de 1986          | Presente                        | NMR                            | 1986 2001 2006 2011 2016 2021  |